# Roberto Andreghetti
Roberto Andreghetti, född 1962, död 13 juli 2023, var en italiensk travkusk och travtränare, mest känd för att ha varit den enda kusken som segrat i Gran Premio della Lotteria fyra år i rad (2012–2015).

## Karriär
Andreghetti segrade i det italienska storloppet Gran Premio della Lotteria fyra år i rad (2012–2015). Tre gånger med Mack Grace Sm och en gång med Vincennes. Han är den enda kusken som lyckats med prestationen.
I det italienska derbyt tog han tre segrar som kusk (2002, 2006 och 2017) och en seger som tränare (2000). 2006 segrade han med Lutfi Kolgjini-tränade Glen Kronos. 2005 lyckades han även segra i World Driving Championship.

### Sverigebesök
Andreghetti deltog i två upplagor av Elitloppet på Solvalla. I 2009 års upplaga körde han Ghibellino och i 2013 års upplaga körde han Mack Grace Sm, med en femteplats i försöksheatet 2013 som bästa resultat.

## Större segrar i urval
| År   | Lopp                             | Häst           | Kusk                | Tränare               | Grupp   |
| ---- | -------------------------------- | -------------- | ------------------- | --------------------- | ------- |
| 1999 | Gran Premio Duomo                | Dino As        | Roberto Andreghetti | Roberto Andreghetti   | Grupp 2 |
| 2000 | Derby italiano di trotto         | Avril          | Pietro Gubellini    | Roberto Andreghetti   | Grupp 1 |
| 2002 | Gran Premio Allevatori           | Doctor Rex     | Roberto Andreghetti | Luigi Ballaera        | Grupp 1 |
| 2002 | Derby italiano di trotto         | Concord Jet    | Roberto Andreghetti | Jerry Riordan         | Grupp 1 |
| 2006 | Gran Premio Allevatori           | Ilaria Jet     | Roberto Andreghetti | Tiberio Cecere        | Grupp 1 |
| 2006 | Derby italiano di trotto         | Glen Kronos    | Roberto Andreghetti | Lutfi Kolgjini        | Grupp 1 |
| 2006 | Gran Premio Continentale         | Felix Del Nord | Roberto Andreghetti | Erik Bondo            | Grupp 1 |
| 2006 | Gran Premio Gaetano Turilli      | Pegasus Boko   | Roberto Andreghetti | Fabrice Souloy        | Grupp 1 |
| 2006 | Gran Criterium                   | Ilaria Jet     | Roberto Andreghetti | Tiberio Cecere        | Grupp 1 |
| 2007 | Gran Premio Nazionale            | Ilaria Jet     | Roberto Andreghetti | Tiberio Cecere        | Grupp 1 |
| 2007 | Gran Premio Tino Triossi         | Ghibellino     | Roberto Andreghetti | Erik Bondo            | Grupp 1 |
| 2008 | Copenhagen Cup                   | Ghibellino     | Roberto Andreghetti | Erik Bondo            | Grupp 1 |
| 2009 | Gran Premio Allevatori           | New Star Fks   | Roberto Andreghetti | Hennie Grift          | Grupp 1 |
| 2010 | Gran Premio Città di Montecatini | Opal Viking    | Roberto Andreghetti | Nils Enqvist          | Grupp 1 |
| 2011 | Gran Premio Duomo                | Morango Oaks   | Roberto Andreghetti | Remigio Talpo         | Grupp 2 |
| 2012 | Gran Premio Lotteria             | Mack Grace Sm  | Roberto Andreghetti | Lucio Colletti        | Grupp 1 |
| 2012 | Gran Premio Città di Montecatini | Mack Grace Sm  | Roberto Andreghetti | Lucio Colletti        | Grupp 1 |
| 2013 | Gran Premio Lotteria             | Mack Grace Sm  | Roberto Andreghetti | Lucio Colletti        | Grupp 1 |
| 2013 | Gran Premio Città di Montecatini | Mack Grace Sm  | Roberto Andreghetti | Lucio Colletti        | Grupp 1 |
| 2013 | Gran Premio d'Europa             | Princess Grif  | Roberto Andreghetti | Edwin Lagas           | Grupp 1 |
| 2013 | Gran Premio Tino Triossi         | Princess Grif  | Roberto Andreghetti | Fabrice Souloy        | Grupp 1 |
| 2013 | Gran Premio Gaetano Turilli      | Mack Grace Sm  | Roberto Andreghetti | Lucio Colletti        | Grupp 1 |
| 2014 | Gran Premio Lotteria             | Mack Grace Sm  | Roberto Andreghetti | Lucio Colletti        | Grupp 1 |
| 2014 | Gran Premio Città di Montecatini | Mack Grace Sm  | Roberto Andreghetti | Roberto Andreghetti   | Grupp 1 |
| 2014 | Gran Premio Gaetano Turilli      | Prussia        | Roberto Andreghetti | Harri Rantanen        | Grupp 1 |
| 2015 | Gran Premio Lotteria             | Vincennes      | Roberto Andreghetti | Fabrice Souloy        | Grupp 1 |
| 2015 | Grand Prix de Wallonie           | Princess Grif  | Roberto Andreghetti | Fabrice Souloy        | Grupp 1 |
| 2015 | Prix de Brest                    | Princess Grif  | Roberto Andreghetti | Fabrice Souloy        | Grupp 3 |
| 2016 | Gran Criterium                   | Vampire Dany   | Roberto Andreghetti | Erik Bondo            | Grupp 1 |
| 2017 | Gran Premio Freccia d'Europa     | Toseland Kyu   | Roberto Andreghetti | Umberto Todisco       | Grupp 1 |
| 2017 | Derby italiano di trotto         | Valchiria Op   | Roberto Andreghetti | Alessandro Gocciadoro | Grupp 1 |
| 2020 | Gran Premio Duomo                | Deimos Racing  | Roberto Andreghetti | Erik Bondo            | Grupp 2 |